# Budakalász
Budakalász é uma cidade da Hungria, situada no condado de Peste. Tem 15,17 km² de área e sua população em 2019 foi estimada em 10.924 habitantes.